# Fredeburg
Fredeburg ist eine Gemeinde im Kreis Herzogtum Lauenburg in Schleswig-Holstein. Sie ist nach Einwohnern die kleinste Gemeinde im Kreis und besteht aus 14 Wohnhäusern, vor allem Waldarbeitergehöfte und ein paar Aussiedlerhöfe.

## Geographie

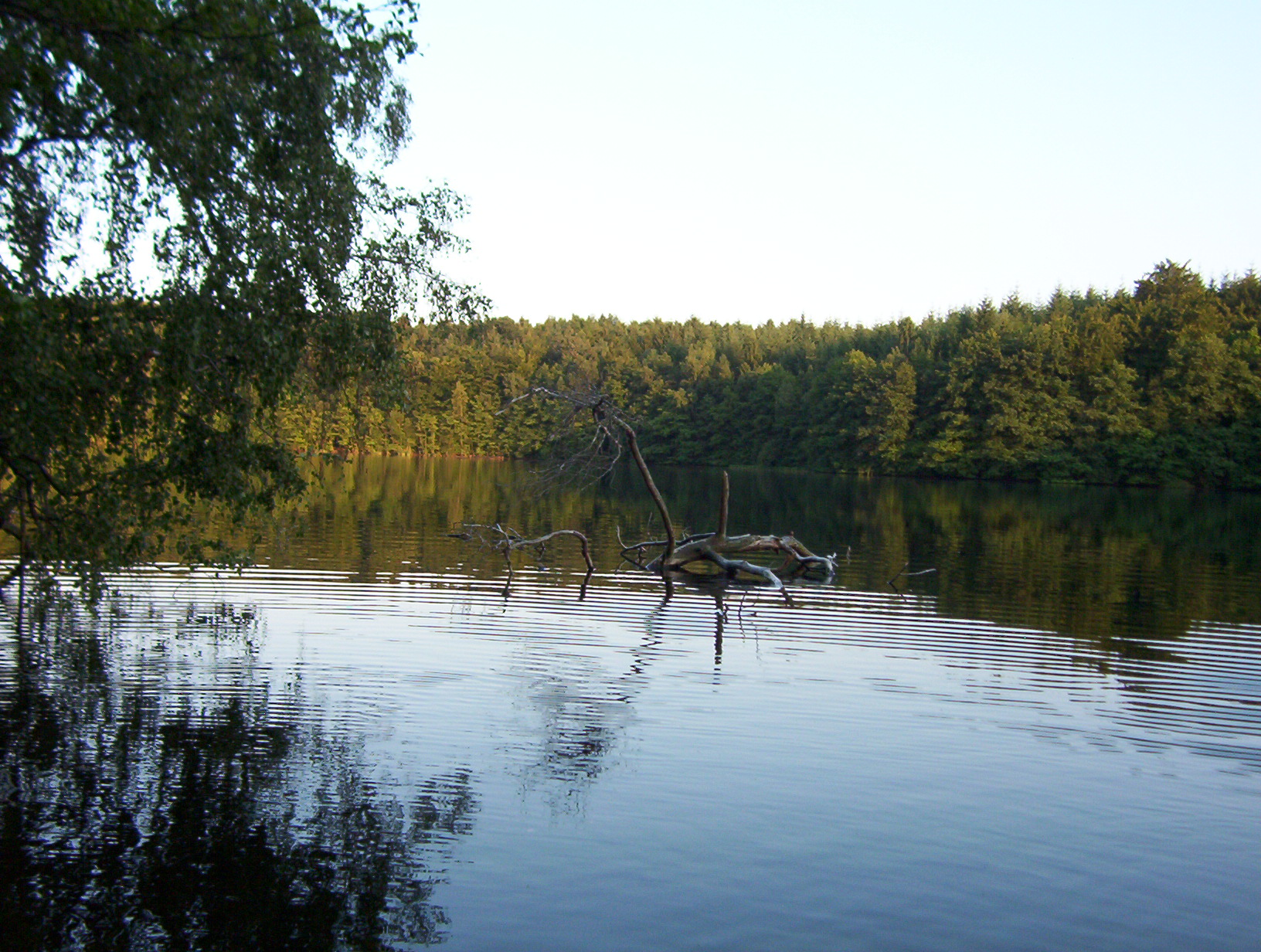
Pinnsee

Fredeburg liegt zwischen Ratzeburg und Mölln an der Alten Salzstraße (Bundesstraße 207) von Lüneburg nach Lübeck im Naturpark Lauenburgische Seen und hat neben einem Wildschweingatter auch ein Wisentgehege, das an der historischen Trasse der Alten Salzstraße liegt, die von dort südwärts durch den Kreisforst Farchau auf Mölln zu führt.
Das Gemeindegebiet besteht zum Großteil aus Wald. Die Gemeindegrenze zu Mölln verläuft durch das einzige Gewässer in Fredeburg, den Pinnsee.

## Geschichte
Der am Ort der Raststätte „Christopherskrug“ errichtete Bergfried wurde erstmals 1408 „Vredeborch“ genannt. Er war bereits Bestandteil der Lübecker Landwehr. Seit 1683 verfiel die Befestigung.

## Religion
29 % der Einwohner sind katholisch, 21 % evangelisch (Stand: 2011). Für die Katholiken ist das die Pfarrei St. Answer (Ratzeburg) zuständig, die zum Erzbistum Hamburg gehört. Die Lutheraner sind der Kirchengemeinde St. Georgsberg in Ratzeburg zugeordnet, die der Evangelisch-Lutherischen Kirche in Norddeutschland angehört.

## Politik
Da die Gemeinde weniger als 70 Einwohner hat, hat sie eine Gemeindeversammlung anstelle einer Gemeindevertretung; dieser gehören alle Bürger der Gemeinde an.
Bei der Bundestagswahl 2017 war sie, neben dem baden-württembergischen Tübingen, die einzige Gemeinde im gesamten Bundesgebiet, die mehrheitlich Bündnis 90/Die Grünen gewählt hat; mit 51,9 % der Wählerstimmen haben die Grünen hier somit sogar ihr bundesweit bestes Ergebnis erzielt.

## Sehenswürdigkeiten
In der Liste der Kulturdenkmale in Fredeburg stehen die in der Denkmalliste des Landes Schleswig-Holstein eingetragenen Kulturdenkmale.

## Persönlichkeiten
- Wolfgang Schneider (* 1948 in Fredeburg), Architekt und Ehrenpräsident der Architektenkammer Niedersachsen